# پتسون داکا
پاتسون داکا (انگلیسی: Patson Daka؛ زادهٔ ۹ اکتبر ۱۹۹۸) بازیکن فوتبال اهل زامبیا است.
از باشگاه‌هایی که در آن بازی کرده‌است می‌توان به اشاره کرد.
وی همچنین در تیم ملی فوتبال زامبیا بازی کرده‌است.
داکا با ورود به آکادمی جوانان برای باشگاه محلی کافو سلتیک بازی کرد. سپس به صورت قرضی به انچانگا رنجرز و پاور دیناموس پیوست.  داکا در ژانویه ۲۰۱۷ به تیم ذخیره ردبول سالزبورگ در اتریش پیوست و سپس در تابستان همان سال به عضویت تیم اصلی درآمد. او در ردبول سالزبورگ چهار عنوان قهرمانی بوندسلیگا اتریش و سه جام حذفی اتریش را کسب کرد. داکا در تابستان ۲۰۲۱ به لسترسیتی پیوست.